# أيومو وساكو
أيومو وساكو (باليابانية: 瀬古 歩夢) (7 يونيو 2000 في أوساكا في اليابان – )؛ هو لاعب كرة قدم ياباني سابق كان يلعب كمدافع.

## وصلات خارجية
- أيومو وساكو على موقع رابطة كرة القدم اليابانية للمحترفين (اليابانية)
- أيومو وساكو على موقع إي إس بي إن إف سي (الإنجليزية)
- أيومو وساكو على موقع قاعدة بيانات كرة القدم.إي يو (الإنجليزية)
- أيومو وساكو على موقع ناشيونال فوتبول تيمز (الإنجليزية)
- أيومو وساكو على موقع Soccerbase.com (لاعب) (الإنجليزية)
- أيومو وساكو على موقع Soccerway.com (الإنجليزية)
- أيومو وساكو على موقع عالم كرة القدم.نت (الإنجليزية)
- أيومو وساكو على موقع أوليمبيديا (الإنجليزية)

{{شريط تصفح تشكيلة فريق كرة قدم
|الاسم=
|اسم الفريق= نادي غراسهوبر زيوريخ
|القائمة=
- 1 Nicolas Glaus [الإنجليزية]‏
- 2 أبيل
- 3 ديكارلي
- 4 Grayson Dettoni [الإنجليزية]‏
- 5 Hassane Imourane [الإنجليزية]‏
- 6 أبرشي الفريق
- 7 بلانج
- 8 Meyer
- 9 Nikolas Muci [الإنجليزية]‏
- 10 Jonathan Asp Jensen [الإنجليزية]‏
- 11 Salifou Diarrassouba [الإنجليزية]‏
- 14 زفوناريك
- 16 Mantini
- 18 يونغ-جون
- 19 Mathieu Choinière [الإنجليزية]‏
- 20 Maurin
- 22 Creti
- 26 Maksim Paskotši [الإنجليزية]‏
- 27 Tomás Verón Lupi [الإنجليزية]‏
- 28 Stroscio
- 34 أريجوني
- 50 Seji
- 51 Giandomenico
- 56 Kabashi
- 58 Bettkober
- 52 Marques
- 55 Nigg
- 57 Zukaj
- 71 Justin Hammel [الإنجليزية]‏
- 73 هوكسها
- 73 Paloschi
- مدرب: Gerald Scheiblehner [الإنجليزية]‏